# Karbolineum

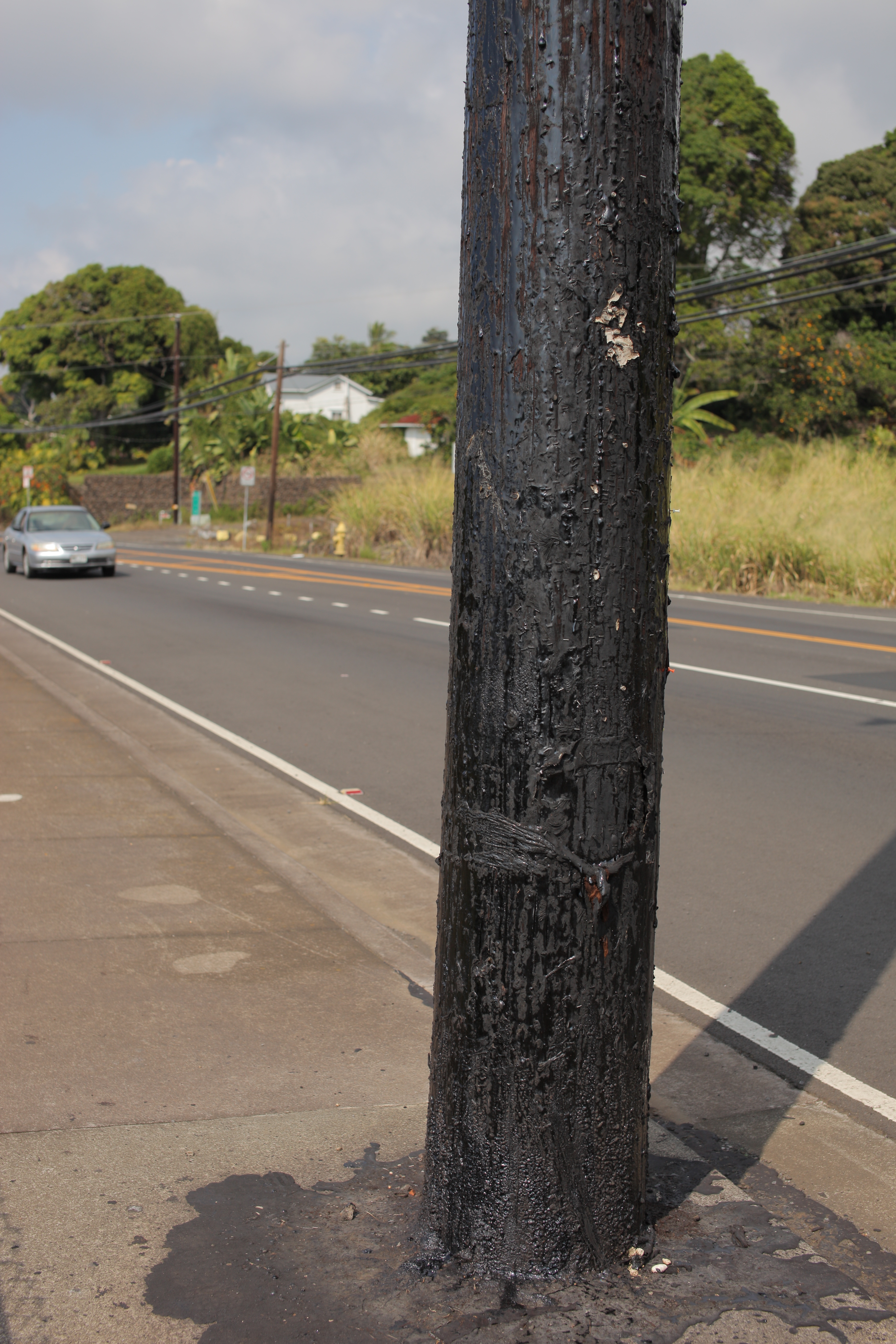
Słup na Hawajach zaimpregnowany za pomocą karbolineum

Karbolineum (olej antracenowy, olej zielony) – brunatna, oleista ciecz o charakterystycznym zapachu, o ciężarze właściwym 1,09–1,12, temperaturze zapłonu powyżej 100 °C i temperaturze wrzenia powyżej 270 °C.

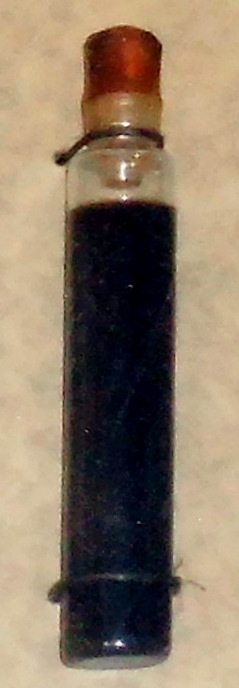
Karbolineum

Jest jednym z końcowych (wysokowrzących) produktów suchej destylacji smoły węglowej (karbolineum węglowe) lub smoły drzewnej (karbolineum drzewne – liściaste lub iglaste). Stanowi mieszaninę związków aromatycznych (m.in. naftalenu, antracenu i fenoli).

## Historia
Karbolineum używane było dawniej powszechnie jako środek do impregnacji drewna przeciwko grzybom, butwieniu i gniciu. Zabezpieczano drewno budowlane narażone na działanie wilgoci (elementy konstrukcyjne budynków, budowli, chłodni, mostów, pali i innych konstrukcji hydrotechnicznych), podkłady kolejowe, słupy telegraficzne, baraki, wieże wiertnicze, wieże triangulacyjne, drewno rusztowaniowe, ogrodzeniowe, a także gonty dachowe. Odkażano również doły kloaczne. W celu wzmocnienia właściwości konserwujących dodawano siarczanów miedzi i siarczanów cynku, fenoli, w późniejszym okresie karbolineum chlorowano. Obecnie stosowanie go jest zakazane ze względu na działanie rakotwórcze.